# Szállnak a darvak

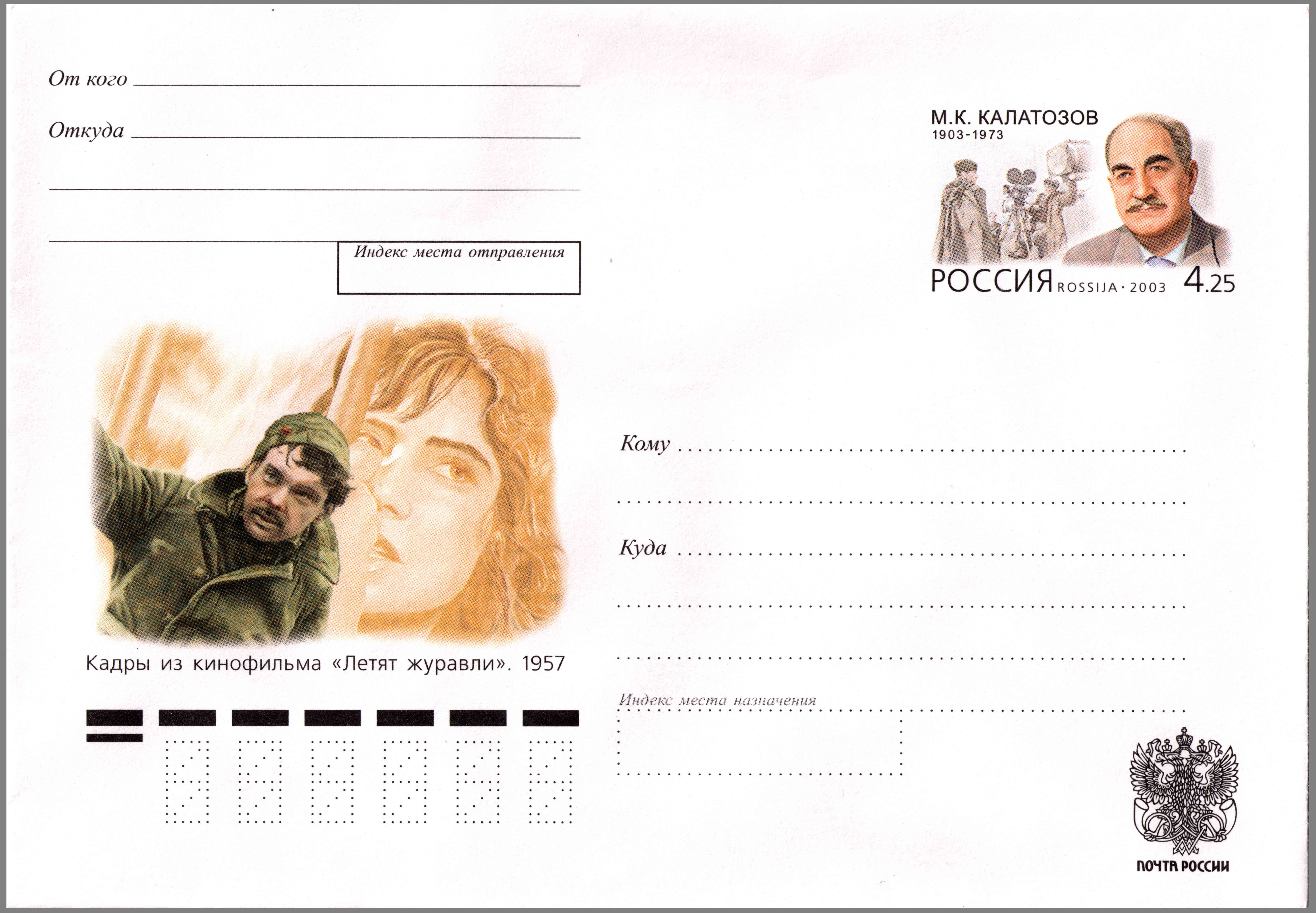
Mihail Kalatozov szovjet filmrendező születésének 100. évfordulója. Boríték felvételekkel a Szállnak a darvak című filmből: Alekszej Batalov Boriszként, Tatyjana Szamojlova Veronikaként (Oroszország, 2003)

A Szállnak a darvak (oroszul: Летят журавли) 1957-es fekete-fehér szovjet film, Mihail Konsztantyinovics Kalatozov filmrendező legismertebb játékfilmje. Az első szovjet film, ami elnyerte az Arany Pálmát.

## Cselekménye
Egy szerelmespár, Veronika és Borisz a hajnali moszkvai utcán, idilli képek. Másnapra minden felborul: kitört a háború. Borisz jelentkezik a frontra, elbúcsúzni sincs idejük. Veronika egy bombatámadás alkalmával elveszti szüleit, Borisz apja befogadja. Veronika egy ideig elhárítja Borisz unokatestvére, Mark közeledését, de egy újabb heves légitámadáskor elveszti minden erejét, és megadja magát. Mark bejelenti, hogy összeházasodnak.
A fronton harcoló Boriszt halálos lövés éri, a kavargó nyírfák között utoljára még felrémlik képzeletében Veronika képe. Borisz családja a fronttól távolabbra költözött, az apa egy kórház főorvosa. Veronika ugyanott ápolónő, magát nem kímélve segít a sebesült katonáknak. Lelkiismeret-furdalása, amiért elárulta szerelmét, majdnem öngyilkosságba kergeti, csak az tartja vissza, hogy megment és magához vesz egy kisfiút. Markról kiderül, hogy megcsalja Veronikát, és hogy a katonaság alóli felmentése is hamis, ezért az apa elzavarja otthonról. Veronika a kórházban megtudja, hogy Borisz meghalt, de nem akarja elhinni.
Vége a háborúnak, Moszkvában ünneplő tömeg fogadja a hazaérkező katonákat. Köztük van a lány is, ünneplőben és virágokkal, még mindig bízik. Találkozik Borisz egy bajtársával, és megérti, hogy nincs már remény. Kétségbeesik, majd magához tér, és osztogatni kezdi virágait az idegenek között.
* * *
A Szállnak a darvak a szovjet politikában Sztálin halála után végbement „olvadás” egyik megnyilvánulása volt. Ez volt az első szovjet háborús film, amely nem a fronton aratott győzelmeket és a hősies helytállás mintaképeit állította középpontba, hanem az esendő embert: egy szerelmespár egyéni tragédiáját. Veronika „bukott” nő, aki megcsalta a fronton harcoló szerelmét, az alkotók mégsem mondanak felette ítéletet. Az egész film azt sugallja, hogy az elkövetett hibákon túl lehet lépni, ha az ember morálisan tiszta marad, és részt vállal a közösség sorsából.
A történetet – néhány mesterkélt fordulata ellenére – a két főszereplő, Tatyjana Szamojlova és Alekszej Batalov természetes játéka, a rendező és az operatőr összehangolt munkája hitelesíti. A drámai helyzeteket, a szereplők lelkiállapotát a kamera rendkívül kifejező mozgása és a fényképezés művészi ereje hangsúlyozza. Ezt látjuk a legismertebb jelenetekben is:
- a lépcsőn felszaladó, izgatott Boriszt a kamera megszakítás nélkül a lépcső tetejéig kíséri;
- Borisz halála, amikor a lány arca a kavargó nyírfák képére kopírozódik;
- a légitámadás idején, ahogy Mark zongorajátéka és a robbanások hatása alatt Veronika feladja ellenállását;
- a frontra indulók búcsúztatásának vagy a hazatérő katonák fogadásának gondosan megkomponált tömegjelenetei.

A film – tartalmi és formai újdonságai miatt – az 1958-as cannes-i filmfesztiválon elnyerte az Arany Pálmát. Hatása számos későbbi szovjet alkotáson kimutatható.

## Szereplők
| Szereplő                                   | Színész                | Magyar hang              |
| ------------------------------------------ | ---------------------- | ------------------------ |
| Veronika                                   | Tatyjana Szamojlova    | Csernus Mariann          |
| Borisz                                     | Alekszej Batalov       | Bitskey Tibor            |
| Borisz apja                                | Vaszilij Merkurjev     | Mányai Lajos             |
| Mark                                       | Alekszej Svorin        | Buss Gyula               |
| Borisz barátja                             | Valentyin Zubkov       | Lászlóffy Kata           |
| Vologya                                    | Konstantin Nikitin     | Szabó Gyula              |
| Sztyepán                                   | Valentin Zubkov        | Szirtes Ádám             |
| Nagymama                                   | Antonina Bogdanova     | Orsolya Erzsi            |
| Csernov                                    | Boris Kokovkin         | Csákányi László          |
| Anna Mihajlovna                            | Yekaterina Kupriyanova | Gáborjáni Klára          |
| Hangosbemondó                              | Yuriy Levitan          | Bárdy György             |
| Szacskov                                   | Leonid Knyazev         | Keres Emil               |
| Sebesültszállító sofőr                     | Anatoliy Dudorov       | Raksányi Gellért         |
| Fiát búcsúztató öregember a vasútállomáson | –                      | Siménfalvy Sándor        |
| Sebesült katona az autóban                 | –                      | Ambrus András            |
| Levelet diktáló katona a kórházban         | –                      | Gera Zoltán              |
| További szereplő                           | –                      | Dömsödi János Peéry Piri |

## Betétdal
Ónody Márta (lánykori nevén Kiss Márta) énekelte a Szállnak a darvak (Letyat zhuravli, 1957) című szovjet film magyar változatának betétdalát, amely később önálló dalként is ismertté vált. A felvétel a Magyar Rádió és Televízió Tánczenekarával, valamint a Visszhang Vokálegyüttessel készült.